# ロナルド・ガマラ

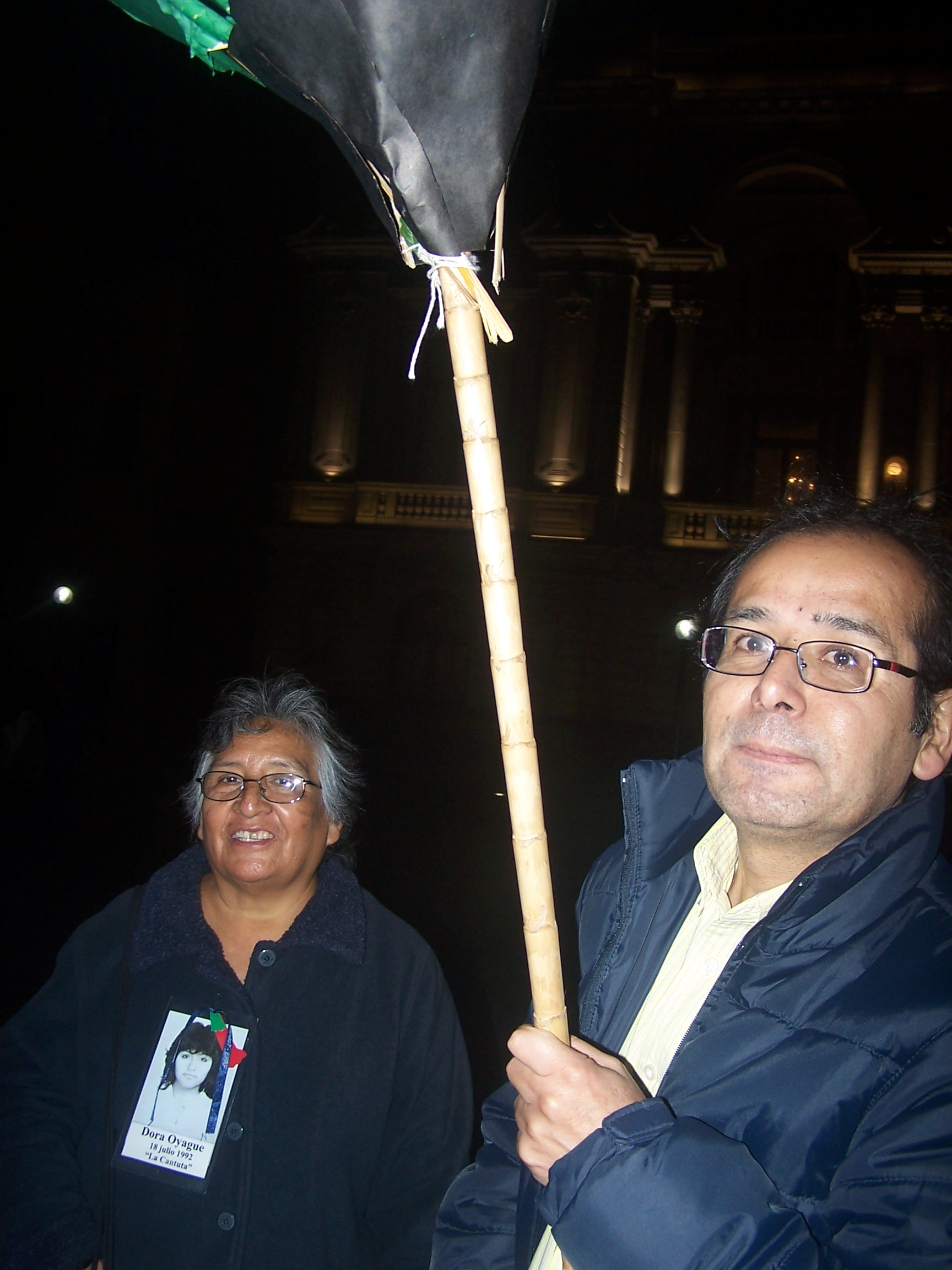
ロナルド・ガマラ

ロナルド・アレックス・ガマラ（Ronald Álex Gamarra、1958年12月10日 - ）は、ペルーの政治家。トレド政府の弁護士（腐敗防止・人権派弁護士、2001年 - 2004年）。

## 経歴
ロナルド・ガマラは1958年ガリシア地方のリマ（Lima）で生まれた。国立サンマルコス大学で法学を学ぶ。